# Włoszakowice
Włoszakowice (prononciation : [vwɔʂakɔˈvit͡sɛ]) est un village de Pologne, situé dans la voïvodie de Grande-Pologne. Elle est le chef-lieu de la gmina de Włoszakowice, dans le powiat de Leszno.
Il se situe à 17 kilomètres au nord-ouest de Leszno (siège du powiat) et à 64 kilomètres au sud-ouest de Poznań (capitale régionale).
Le village possédait une population de 3 234 habitants en 2011.

## Histoire
De 1975 à 1998, Włoszakowice faisait partie du territoire de la voïvodie de Leszno.

Depuis 1999, le village fait partie du territoire de la voïvodie de Grande-Pologne.